# André Chailleux
André Chailleux (* 23. Oktober 1904 in Paris; † 1984) war ein französischer Organist und Komponist. 

## Leben
Chailleux wurde am 24. November 1923 in das Pariser Konservatorium aufgenommen, wo er ab 1925 Harmonielehre studierte.

## Werke
- Danse (für Klavier)[2]
- Toccata (für Klavier), 1930[3]
- Morceau de Concours (für Trompete und Orgel), 1946[4][5]
- Andante et Allegro (für Alt-Saxophon und Klavier), 1958[6]
- Morceau de Concours (für Corett oder Trompete und Klavier), Leduc, Paris 1959[7]